# BBC English Regions
BBC English Regions es la división de la BBC responsable de la televisión, radio, internet y teletexto locales para Inglaterra, Isla de Man y las Islas del Canal. Es una de las cuatro "naciones BBC" - las otras son BBC Scotland, BBC Wales y BBC Northern Ireland.
La división se compone de 12 regiones separadas (denominadas "regiones BBC"). Muchos de los nombres de estas regiones son similares a los de las regiones oficiales del gobierno de Inglaterra, pero las áreas cubiertas son a menudo significativamente diferentes debido a que son determinadas por áreas de transmisión análoga, no por límites administrativos.
Las oficinas centrales de BBC English Regions están ubicadas en el edificio denominado The Mailbox (El Buzón, en español) en Birmingham, con centros regionales de televisión en Newcastle upon Tyne, Leeds, Kingston upon Hull, Mánchester, Nottingham, Norwich, Bristol, Londres, Royal Tunbridge Wells, Southampton y Plymouth, y radioemisoras locales con base en 43 localidades a lo largo y ancho de Inglaterra.

## Historia
La actual división de BBC English Regions fue producto del controvertido reporte titulado Broadcasting in the Seventies (Transmitiendo en los Setentas, en español) - una radical revisión de la estructura de la red de radiotelevisión no metropolitana de la BBC - publicado el 10 de julio de 1969.
Antes de esto la estructura de la radiotelevisión regional en Inglaterra no había tenido mayores cambios desde finales de los años 1920, cuando el establecimiento de 4 estaciones transmisoras de radio cubriendo Inglaterra dio paso a una estructura regional. BBC North tenía su centro de operaciones en Mánchester y cubría el área entre Cheshire y Sheffield, BBC Midlands tenía su base en Birmingham y cubría desde los Potteries hasta Norfolk, y BBC West, con centro en Bristol, cubría el área sur y oeste entre Gloucester y Brighton. El área de Londres producía sólo programación nacional y no era considerada como región dada que aportaba el servicio de sustento para las otras regiones.
Estas regiones (al igual que las regiones nacionales BBC Scotland, BBC Wales y BBC Northern Ireland que tuvieron un rol similar fuera de Inglaterra) llevaron el BBC Regional Programme de la pre-guerra y el BBC Home Service que lo reemplazó después de la Segunda Guerra Mundial. Pero en los años 1960, el crecimiento de la televisión, el nacimiento de las franquicias más locales de la ITV en 1955 y el desarrollo de estaciones más pequeñas de BBC Local Radio (esta última posible gracias al desarrollo de la radio FM) fueron haciendo que la estructura comenzara a verse anticuada.

### Broadcasting in the Seventies
El efecto del informe titulado Broadcasting in the Seventies fue separar los 2 roles de las oficinas regionales de la BBC en diferentes organizaciones.
- Los 2 grandes canales de televisión BBC1 y BBC2 estaban principalmente realizando transmisiones a nivel nacional. Para prevenir este avance hacia un dominio total de la transmisión por parte de Londres, se establecieron tres grandes Network Production Centres (NPC, Centros de Producción para Red, en español) en las oficinas centrales de las antiguas regiones. Cada central tenía su propio estudio de televisión en colores de tamaño medio (BBC Bristol, BBC Birmingham y BBC Manchester). El fin de esto era producir programación de transmisión nacional a lo largo y ancho de todo el Reino Unido.

Cada uno de los centros de producción anteriores tenían estudios de radio para la red (BBC Birmingham, por ejemplo, producía el programa The Archers) más un pequeño estudio de televisión para noticieros.
- BBC English Regions fue creado para asumir otro rol en las antiguas regiones - la producción de programas específicamente locales - a través de las nuevas ocho pequeñas regiones descritas en el reporte como "la unidad básica de radiotelevisión en Inglaterra fuera de Londres" y controladas desde las oficinas centrales en los nuevos estudios de Pebble Mill en Birmingham.

Como resultado de esta reorganización, BBC South West (con sede en Plymouth) y BBC South (con sede en Southampton) se escindieron de BBC West (con sede en Bristol); BBC East (con sede en Norwich) se separó de BBC Midlands en Birmingham; una nueva y más pequeña BBC North West fue creada a partir de la existente región con sede en Mánchester, con el antiguo nombre de BBC North siendo tomado por la nueva región creada con sede en Leeds; y BBC North East (con sede en Newcastle upon Tyne) se separó de la antigua BBC North en este proceso.
Además, Londres y sus áreas circundantes fueron finalmente reconocidas como una "región BBC" con la creación de BBC South East a pesar de que no tenía programación regional hasta 1982.
Estas nuevas regiones producían noticieros locales y otros programas en televisión, pero la programación de radio regional en la BBC Home Service se acabó, siendo reemplazada por la nacional Radio 1, Radio 2, Radio 3 y Radio 4 y el creciente número de radioemisoras locales. El reporte señalaba que el experimento de la radio local, iniciado en 1967 "ha probado que hay una demanda por radios locales".

### Desde 1970
Esta estructura ha sobrevivido hasta la actualidad. Los servicios de noticias locales fueron desarrollados en el Ceefax desde 1997 y se extendieron a Internet en 1999. Los decrecientes costos de producción de televisión y la tecnología también permitió el desarrollo gradual de regiones aún más pequeñas. En 1991 BBC East Midlands fue definitivamente creado en Nottingham y en 2004 BBC North se dividió en BBC Yorkshire y BBC Yorkshire and Lincolnshire.

## BBC English Regions
- BBC North East and Cumbria
- BBC Yorkshire
- BBC North West
- BBC East Yorkshire and Lincolnshire
- BBC East Midlands
- BBC West Midlands
- BBC East
- BBC South
- BBC London
- BBC West
- BBC South East
- BBC South West